# Tūp Chenār
Tūp Chenār (persiska: توپ چنار) är en ort i Iran.   Den ligger i provinsen Nordkhorasan, i den nordöstra delen av landet, 600 km öster om huvudstaden Teheran. Tūp Chenār ligger 951 meter över havet och antalet invånare är 401.
Terrängen runt Tūp Chenār är kuperad. Runt Tūp Chenār är det ganska glesbefolkat, med 27 invånare per kvadratkilometer. Närmaste större samhälle är Kalāteh-ye Shohadā-ye Nāveh, 14,7 km öster om Tūp Chenār. Omgivningarna runt Tūp Chenār är i huvudsak ett öppet busklandskap.